# عرقون أزوري
عرقون أزوري (الاسم العلمي:Euphrasia azorica) هو نوع من النباتات يتبع جنس العرقون من الفصيلة الهالوكية.